# Аскара
Аскара (фр. Ascarat) насеље је и општина у југозападној Француској у региону Аквитанија, у департману Атлантски Пиринеји која припада префектури Бајон.
По подацима из 2011. године у општини је живело 315 становника, а густина насељености је износила 54,12 становника/km². Општина се простире на површини од 6 km². Налази се на средњој надморској висини од 161 метар (максималној 446 m, а минималној 120 m).

## Демографија
| 1962. | 1968. | 1975. | 1982. | 1990. | 1999. | 2011. |
| ----- | ----- | ----- | ----- | ----- | ----- | ----- |
| 274   | 283   | 282   | 294   | 294   | 275   | 315   |

График промене броја становника у току последњих година